# شانتال بيلي
شانتال بيلي (بالإنجليزية: Chantal Bailey)‏ هي متزلجة أمريكية، ولدت في 28 مايو 1965.

## وصلات خارجية
- شانتال بيلي على موقع SpeedSkatingBase.eu (الإنجليزية)
- شانتال بيلي على موقع أوليمبيديا (الإنجليزية)